# Заув'єт-Контеш
Заув'єт-Контеш — місто в Тунісі у регіоні Сахель. Входить до складу вілаєту Монастір. Станом на 2004 рік тут проживало 5 604 особи.

## Спорт
У місті розвивається настільний теніс.